# Phyllotis caprinus
Phyllotis caprinus là một loài động vật có vú trong họ Cricetidae, bộ Gặm nhấm. Loài này được Pearson mô tả năm 1958.